# Ypthima hannyngtoni
Ypthima hannyngtoni är en fjärilsart som beskrevs av John Nevill Eliot 1967. Ypthima hannyngtoni ingår i släktet Ypthima och familjen praktfjärilar. Inga underarter finns listade i Catalogue of Life.